# روبن كورتيس
روبن كورتيس (بالإنجليزية: Robin Curtis)‏ هي ممثلة أمريكية، ولدت في 15 يونيو 1956 في نيويورك في الولايات المتحدة.

## وصلات خارجية
- روبن كورتيس على موقع IMDb (الإنجليزية)
- روبن كورتيس على موقع ألو سيني (الفرنسية)
- روبن كورتيس على موقع أول موفي (الإنجليزية)
- روبن كورتيس على موقع قاعدة بيانات الأفلام السويدية (السويدية)
- روبن كورتيس على موقع قاعدة بيانات الفيلم (الإنجليزية)
- روبن كورتيس على موقع كينوبويسك (الروسية)